# Вероніка Лейк
Констанс Френсіс Марі Окельман (англ. Constance Frances Marie Ockelman), відома як Веро́ніка Лейк (англ. Veronica Lake; 14 листопада 1922 — 7 липня 1973) — американська акторка. Мала надзвичайну популярність у 1940х. Удостоєна зірки на Голлівудській алеї слави № 6918.

## Дитинство
Народилася 14 листопада 1922 року в Брукліні в родині моряка Гаррі Окельмана та Констанс Трімбл. За рік після народження дочки сім'я переїхала до Флориди. Але через 5 років була змушена повернутися до Брукліну.
Коли Констанс виповнилося 10, загинув її батько. Мати незабаром одружилася з газетярем Ентоні Кіном, який чимало років був другом сім'ї. Констанс відправили до Монреалю, там вона навчалася в католицькій школі для дівчат Вілла Марія.
1938 року Констанс з матір'ю та вітчимом переїхала до Каліфорнії. Там 16-річна дівчина вступила до школи акторської майстерності Bliss-Hayden School of Acting.
За рік дебютувала у фільмі Sorority House під псевдонімом «Вероніка Лейк».

## Фільмографія
- 1941 — Мені потрібні крила — Саллі Вон
- 1941 — Мандри Саллівана — Дівчина
- 1942 — Зброя для найму — Еллєн Грехем
- 1942 — Скляний ключ — Джанет Генрі
- 1942 — Я одружився з відьмою — Дженніфер
- 1943 — Крізь гордість, тугу і втрати — Олівія Д'Арсі
- 1946 — Синя жоржина — Джойс Гарвуд
- 1948 — Святі сестри — Летті Стентон
- 1948 — Сайгон — С'юзан Клівер
- 1948 — Хіба це не романтика? — Кенді Камерон